# I'm not a Vampire
«I'm Not A Vampire» es el tercer sencillo del disco debut The Drug in Me Is You de la banda estadounidense de post-hardcore Falling in Reverse. El video musical fue lanzado el 24 de octubre del 2011.

## Premios
- "The 10 Best Music Videos of 2011".[5]

## Personal
Falling in Reverse
- Ronnie Radke - voz, teclados
- Jacky Vincent - guitarra líder
- Derek Jones - guitarra rítmica, coros
- Nason Schoeffler - bajo, coros

Adicional
- Bryan Ross - batería, coros
- Michael "Elvis" Baskette - producción, mezcla, masterización, programación, compositor
- David Holdredge - strings, programación, compositor

Vídeo musical
- Ronnie Radke - voz
- Jacky Vincent - guitarra líder
- Derek Jones - guitarra rítmica
- Mika Horiuchi - bajo
- Ryan Seaman - batería

## Historial de lanzamiento
| Región         | Fecha               | Discográfica    | Formato          | Referencia |
| -------------- | ------------------- | --------------- | ---------------- | ---------- |
| Estados Unidos | 25 de junio de 2011 | Epitaph Records | Descarga digital | [ 6 ]      |
| Reino Unido    | 25 de junio de 2011 | Epitaph Records | Descarga digital | [ 7 ]      |